# Walther & Apolant
Walther & Apolant war der Name eines Verlages in Berlin, der von 1879 bis 1893 diesen Doppelnamen führte.

## Firmengeschichte
Hermann Walther (1851/52–1896), aus althessischer Beamtenfamilie und Sohn eines 1867 verstorbenen Generalauditors der hessischen Armee, war eigentlich gelernter Kontorist in einer Berliner Bank, doch von seiner Natur her eher ein vielseitig und geisteswissenschaftlich interessierter Mensch. Um diese Neugier zu befriedigen, aber sich zugleich seinen Lebensunterhalt verdienen zu können, begann er 1876 als Volontär in der Stuhr'schen Buchhandlung in Berlin.
Schnell arbeitete er sich in das für ihn völlig neue Sachgebiet ein. Bücherkenntnis auf einigen Gebieten brachte er bereits mit und die Buchführung kannte er aus seiner früheren Banktätigkeit. Die Aufgaben eines Verlages, der Druckerei, Papierkenntnis und die Wünsche des Publikums erlernte er schnell.
Ein reicher Kaufmann, in dessen Haus Walther durch einen Neffen eingeführt worden war, bot ihm, als er von seinen Plänen, sich selbständig zu machen, hörte, spontan das nötige Startkapital an. In Emil Apolant fand Walther schließlich den geeigneten Teilhaber.
Beide eröffneten 1879 unter dem Namen Walther & Apolant einen Buchladen in der Markgrafenstraße 60 in Berlin. Das Sortimentsgeschäft des Buchhandels lief von Beginn an gut, so dass sich Walther bald schrittweise daraus zurückzog und sich mehr dem eigentlichen Verlagsgeschäft und der Veröffentlichung von Schriften und Büchern zu allen gesellschaftlichen, politischen und volkswirtschaftlichen Tagesfragen widmete.
Am 1. Januar 1891 ging der Verlag schließlich in Walthers alleinigen Besitz über, der ihn ab 1893 unter eigenem Namen als Verlag Hermann Walther fortführte, während das Sortimentsgeschäft der ursprünglichen Firma als Walther & Apolant Sortimentegeschäft von Emil Apolant weiterbetrieben wurde. Allerdings arbeitete auch Apolant nach der Trennung ab 1892 bis mindestens 1907 unter eigenem Namen als Verleger mit dem Schwerpunkt jüdischer Themen.